# Henri Camp
Henri François Guillaume Nicolas Camp (Bergen, 6 december 1821 - Den Haag, 24 november 1875) was een Belgisch-Nederlandse architect in de 19de eeuw.

## Biografie
Camp was als een van de architecten des Konings van 1849 tot 1874 in dienst van koning Willem III. Zijn aanstelling viel vrijwel gelijk met de troonsbestijging van Willem III. In deze functie was hij verantwoordelijk voor de nieuw- en verbouw van diverse overheidsgebouwen en privégebouwen van de koninklijke familie. Zo bouwde en decoreerde hij in 1854 de kleine balzaal in Paleis Noordeinde.
Begin 1854 diende Camp zijn ontslag in. De koning had zich in aanwezigheid van Camp bijzonder negatief uitgelaten over rooms-katholieken. Zo had hij volgens Camp gezegd dat niet één rooms-katholiek deugde. Camp, zelf belijdend rooms-katholiek, voelde zich daarop aangesproken. De koning weigerde het ontslag in behandeling te nemen. Uiteindelijk werd Camp in 1874 opgevolgd door L.H. Eberson.
Naast hofarchitect bleef Camp ook werkzaam als particulier architect, onder andere voor de Rijksuniversiteit Leiden.

## Bekende gebouwen
- 1853: Bronbeek, een paleisje voor Anna Paulowna;[3] voor zijn werkzaamheden hieraan werd hij door de koning benoemd tot ridder in de Orde van de Eikenkroon.[4]
- 1859: Sterrewacht en huidige Kamerlingh Onnes Gebouw in Leiden.
- 1861: Het Aardhuis, een jachthuis voor Willem III, op het bijna-hoogste punt van de Veluwe.
- 1867: Fysisch, chemisch, anatomisch en fysiologisch laboratorium, nu Kamerlingh Onnes Gebouw in Leiden.
- 1867: Academisch Ziekenhuis, nu Wereldmuseum in Leiden
- 1880: Vredeskapel in Den Haag, in die tijd bekend als de Malakkakapel.

## Ander werk
Architect Camp ontwierp niet alleen gebouwen. Ook het doopvont en het avondmaal-servies uit de Willemskerk aan de Nassaulaan in Den Haag zijn van zijn hand. Na het sluiten van de kerk zijn deze in 1962 overgebracht naar de Vredeskapel in het Willemspark.